# Clavus obliquatus
Clavus obliquatus é uma espécie de gastrópode do gênero Clavus, pertencente a família Drilliidae.